# Бугумуюз
Бугумуюз (каз. Бұғымүйіз, до 199? г. — Сорвёнок) — аул в Куршимском районе Восточно-Казахстанской области Казахстана. Входит в состав Тоскаинского сельского округа. Код КАТО — 635239300.

## Население
В 1999 году население аула составляло 259 человек (135 мужчин и 124 женщины). По данным переписи 2009 года, в ауле проживало 112 человек (61 мужчина и 51 женщина).